# Tigmotropismo

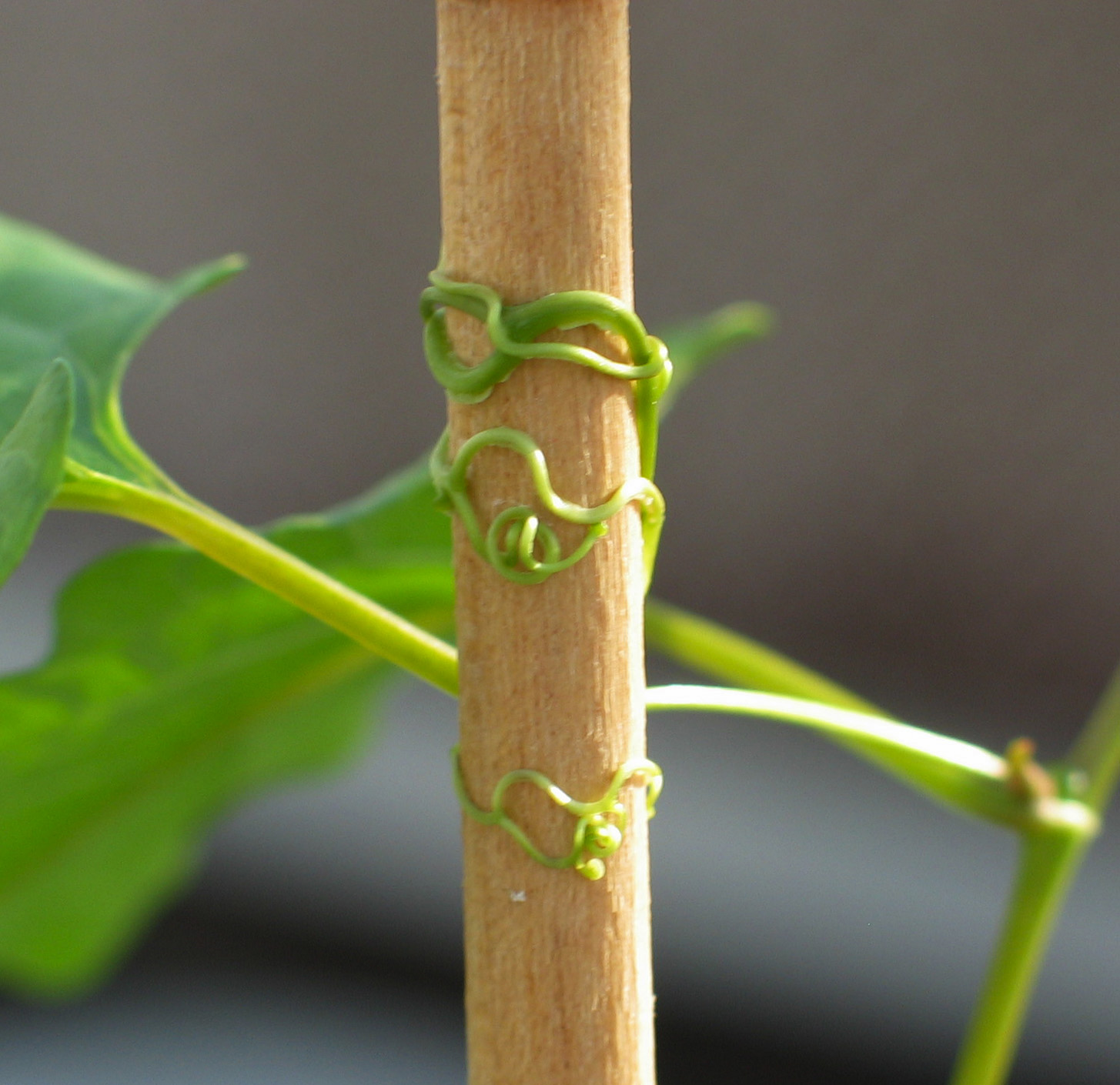
Brunnichia ovata, una planta trepadora la cual se ha enredado por el contacto

Tigmotropismo es una respuesta direccional; o un movimiento de una planta al hacer contacto físico con un objeto sólido.
El prefijo tigmo - θιγμος procede del griego, que significa "tocar". El efecto  ocurre cuando la planta tiende a crecer alrededor de una superficie sólida, como un muro, una valla o incluso otra planta. Algunas especies trepadoras han desarrollado órganos como los zarcillos y uncinos para adherirse al objeto que les sirve de soporte.
Este efecto hace que la planta pueda alterar su velocidad de crecimiento, cambiar la morfología, evitar barreras, controlar la germinación, apoyarse en estructuras, facilitar la polinización, acelerar el movimiento del polen, esporas o semillas, y capturar presas.
Cuando las partes aéreas de una planta tienden a crecer en torno a un soporte, como ocurre con la parra poseen tigmotropismo positivo. Las raíces, en cambio, poseen tigmotropismo negativo(-), ya que les permite eludir obstáculos que se presenten en el terreno, tales como rocas.
Es una cualidad que poseen todas las plantas hasta cierto grado; aunque algunas se han especializado en ello, ganando ventaja en la adaptación. Esta capacidad sensitiva es superior a la de los animales, ya que algunas plantas son capaces de percibir 0,0008-0,00025 mg, mientras que el humano percibe pesos de hasta 0,002 mg.

## Observe también
- Hidrotropismo
- Fototropismo